# Liste der Kulturdenkmale in Heiningen (Landkreis Göppingen)

Wappen von Heiningen

In der Liste der Kulturdenkmale in Heiningen (Landkreis Göppingen) werden  unbeweglichen Bau- und Kunstdenkmale in Heiningen (Landkreis Göppingen) aufgelistet. Diese Liste ist noch unvollständig.

## Allgemein
- Bild: Zeigt ein ausgewähltes Bild aus Commons, „Weitere Bilder“ verweist auf die Bilder im Medienarchiv Wikimedia Commons.
- Bezeichnung: Nennt den Namen, die Bezeichnung oder die Art des Kulturdenkmals.
- Lage: Straßenname und Hausnummer oder Flurstücknummer des Kulturdenkmals, gegebenenfalls auch den Ortsteil. Die Grundsortierung der Liste erfolgt nach dieser Adresse. Der Link (Karte) führt zu verschiedenen Kartendiensten mit der Position des Kulturdenkmals. Fehlt dieser Link, wurden die Koordinaten noch nicht eingetragen. Sind diese bekannt, können sie über ein Tool mit einer Kartenansicht einfach nachgetragen werden. In dieser Kartenansicht sind Kulturdenkmale ohne Koordinaten mit einem roten bzw. orangen Marker dargestellt und können durch Verschieben auf die richtige Position in der Karte mit Koordinaten versehen werden. Kulturdenkmale ohne Bild sind an einem blauen bzw. roten Marker erkennbar.
- Datierung: Baubeginn, Fertigstellung, Datum der Erstnennung oder grobe zeitliche Einordnung entsprechend des Eintrags in der zuständigen Denkmaldatenbank (Landesamt für Denkmalpflege Baden-Württemberg).
- Beschreibung: Kurzcharakteristik des Kulturdenkmals.

## Liste
| Bild | Bezeichnung                          | Lage           | Datierung                       | Beschreibung | ID |
| ---- | ------------------------------------ | -------------- | ------------------------------- | --- | -- |
|      | Evangelische Pfarrkirche St. Michael | Kirchstraße 22 | 2. Viertel des 14. Jahrhunderts | Die evangelische Pfarrkirche St. Michael befindet sich mittig in Heiningen. Zu ihr gehören ein spätgotischer Chor und Teile eines Kirchhofs mit Mauer und Tor. Geschützt nach § 28 DSchG |    |